# Acacia olivensana
Acacia olivensana é uma espécie de leguminosa do gênero Acacia, pertencente à família Fabaceae.